# 探花
探花是中国科举制度中在殿试中，取得進士第三名的名稱。而第一名為狀元，第二名為榜眼。
「探花」一名在唐代的科舉經已出現，當時中進士者會園遊慶祝，稱「探花宴」；以進士中的年少貌美者為「探花使」，到各名園採摘鮮花，迎接狀元。
北宋開始，進士必須經過皇帝殿試，並且定立進士一甲只有三人。初時第一名稱狀元，第二、三名俱稱為榜眼；意思是第二、三名分立狀元左右，如其兩眼。
至北宋末年，只以第二名為榜眼，第三名則稱探花。探花這名稱跟狀元、榜眼一樣，其實都是社會上習慣使用。在正式發放的金榜之上，只會稱進士一甲第一名，一甲第二名，一甲第三名。